# Смольный, Эдуард Михайлович
Эдуард Михайлович Смольный (21 июня 1934 — 27 августа 2000) — советский конферансье, продюсер, режиссёр-постановщик. Заслуженный деятель искусств Российской Федерации (1994).
Создатель и бессменный руководитель ВИА «Молодость» (1964—1980 гг.) при Тамбовской областной филармонии. Работал в Тамбовской областной филармонии (ныне ТОГАУК «Тамбовконцерт») с 1957 г. по 1968 г., где начинал артистом разговорного жанра. Его друзья вспоминают, что со своим амплуа он никогда не расставался и в жизни.  
Один из режиссёров массовых акций московской Олимпиады 1980. Организатор и режиссёр-постановщик массовых театрально-эстрадных представлений, посвящённых знаменательным и юбилейным датам. Организатор и художественный руководитель международных фестивалей искусств. Постановщик крупных концертов популярных артистов советской эстрады (Иосифа Кобзона, Муслима Магомаева, Аллы Пугачёвой, Людмилы Зыкиной и других). Он был знаком каждому артисту российской эстрады. Долгие годы он был на ней одним из самых артистичных конферансье. 
«…В его концертных программах дебютировали Галина Ненашева, Ксения Георгиади, Полад Бюль-Бюль Оглы, Ирина Аллегрова…» 
«…Упомяну Эдуарда Михайловича Смольного, с которым я столкнулась в самом начале своего творческого пути. От него я очень много получила в части отношения к зрителям. Неважно, на какой сцене ты поёшь, при стечении 30 или 3 тысяч человек. Ты всегда должен быть опрятным. Ты должен выйти и на полную катушку выдать всё…»  
В. В. Панченко (генеральный директор Госконцерта): "...немало новых исполнителей он открывал благодаря безошибочному чутью - постоянные привязанности не мешали видеть талант среди тех,кто пока не ангажирован и неизвестен. Вот это чутьё на талант и превратило Смольного в легенду, и возможностями первооткрывателя новых имен он счастливо распорядился."
В 1970-е годы на Эдуарда Смольного было заведено уголовное дело — его обвиняли  в незаконных заработках на неофициальных концертах. По этому же делу был арестован артист Борис Сичкин. Следствие шло два года, и оба они были оправданы. Но Смольному запретили запретили занимать административные должности, и для того, чтобы он мог быть администратором, его оформляли на другие должности.  К 1983 году все запреты по делу Э.Смольного были сняты. Он переехал из Тамбова в Москву.
Скончался 27 августа 2000 года. Похоронен на Ваганьковском кладбище Москвы (уч. 24).
Сын — Игорь Эдуардович Смольный. Был директором Российского центра циркового искусства.

## Награды и звания
- Заслуженный деятель искусств Российской Федерации (6 июля 1994 года) — за заслуги в области искусства[9].
- Заслуженный деятель искусств Автономной Республики Крым (27 августа 2000 года) — за значительный личный вклад в развитие культуры Автономной Республики Крым, высокие организаторские способности и профессиональное мастерство[10]